# Рота, Массимилиано
Массимилиано Рота (итал. Massimiliano Rota; род. 6 июня 1970, Терни, Умбрия) — итальянский легкоатлет, выступавший в прыжках в длину, и бобслеист. Участник зимних Олимпийских игр 1998 и 2002 годов.

## Биография
Массимилиано Рота родился 6 июня 1970 года в итальянском городе Терни.
Первоначально занимался лёгкой атлетикой. В 1989 году выступал на чемпионате Европы среди юниоров до 20 лет в Вараждине, где занял 8-е место в прыжках в длину с результатом 7,28 метра.
Выступал в соревнованиях по бобслею за римский «Фьяме Джалле».
В 1998 году вошёл в состав сборной Италии на зимних Олимпийских играх в Нагано. В соревнованиях четвёрок итальянский экипаж, за который также выступали Гюнтер Хубер, Антонио Тарталья и Марко Менкини, занял 14-е место, показав по сумме трёх заездов результат 2 минуты 41,43 секунды и уступив 2,02 секунды завоевавшей золото команде Германии.
В 2002 году вошёл в состав сборной Италии на зимних Олимпийских играх в Солт-Лейк-Сити. В соревнованиях четвёрок итальянский экипаж, за который также выступали Фабрицио Тозини, Андреа Паис де Либера и Джиана Чивидино, занял 19-е место, показав по сумме четырёх заездов результат 3.10,96 и уступив 3,45 секунды завоевавшей золото команде Германии.

## Память
В Терни на Аллее славы, где увековечены имена местных олимпийцев, установлена плита с именем Массимилиано Роты.